# Eustaci de Sebaste
Eustaci (Eusthatius, Εὐστάθιος) fou bisbe de Sebaste a Armènia. Fou el fundador juntament amb Basili d'Ancira de la secta dels macedonians (Suid. s. v. Εὐστάθιος.). Originalment fou un monjo. Fou contemporani de Constantí el Gran perquè Nicèfor diu que encara que va signar les actes del concili de Nicea I, va estar obertament al costat dels arrians.